# Agnes Randolph
Agnes Randolph (Dunbar, 1312 – Dunbar, 20 luglio 1369) è stata una contessa scozzese.

## Biografia

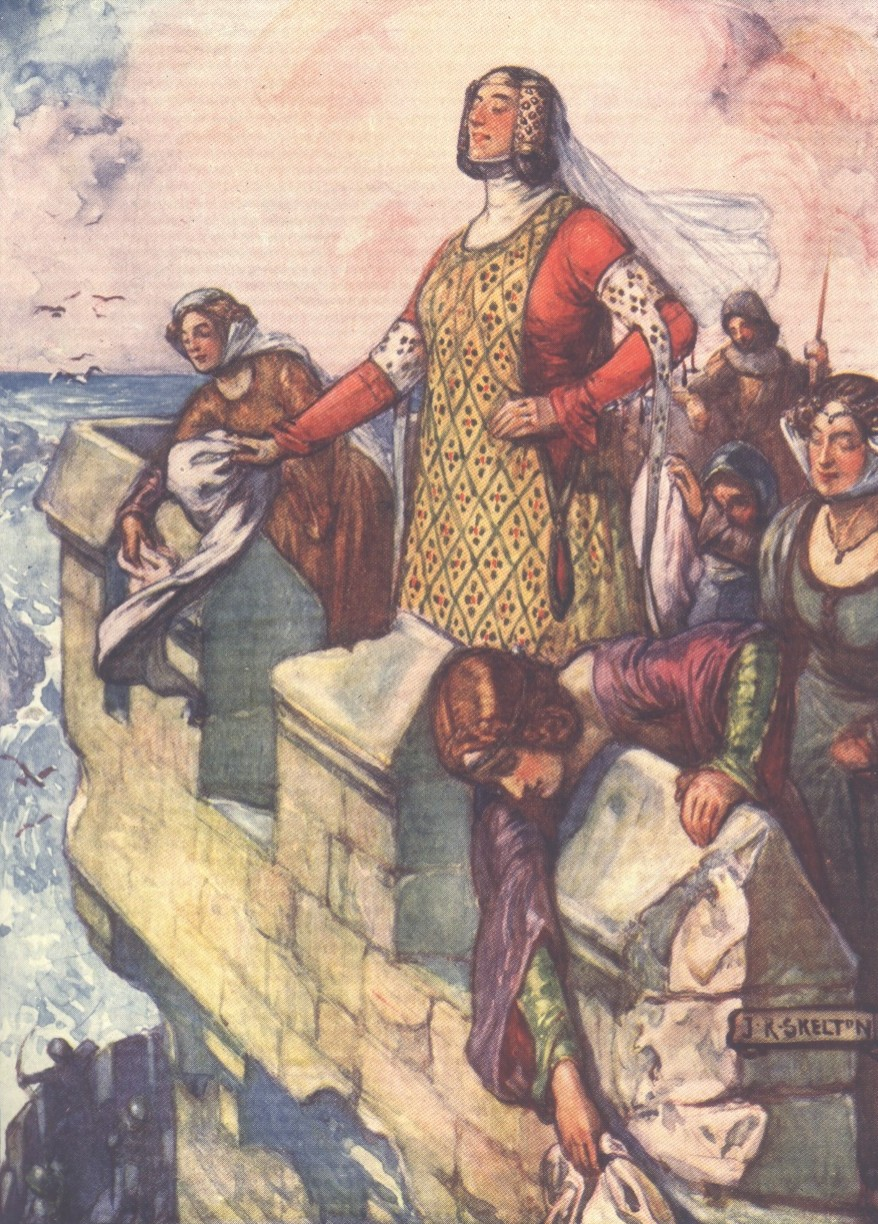
Una rappresentazione di Black Agnes in "Scotland's Story" di H E Marshall, pubblicata nel 1906.

Agnes Randolph, contessa di Dunbar e March, 4ª contessa di Moray, conosciuta come Black Agnes per via dei suoi capelli neri e la carnagione olivastra, nacque nel 1312 a Dunbar, Scozia. È ricordata come eroina della seconda guerra d'indipendenza scozzese. 
Figlia di Thomas Randolph I conte di Moray, Guardiano di Scozia, nipote e compagno d'armi di Robert the Bruce. La madre è stata Isabel Stewart, discendente di John Stewart di Bonkyll. Divenne contessa di Dunbar a seguito del matrimonio con Patrick Dunbar, IX conte di March, uno dei grandi signori del regno.

### Assedio di Dunbar
Il 13 gennaio 1338, in assenza del conte Patrick Dunbar impegnato in battaglia a causa dell'invasione degli inglesi. William Montacute, II conte di Salisbury, inviato da Edoardo III d'Inghilterra, arriva a Dunbar con un esercito e ne chiede la resa. Vista la caduta del castello di Berwick e considerato che Dunbar era tenuto solo da pochi soldati e da Agnes Randolph, ha valutato l'impresa semplice da concludere.
Salisbury è stato preso in contropiede dal messaggio di Agnes alla sua richiesta di resa: 
L'assedio iniziò con il bombardamento delle mura del castello di Dunbar. Agnese ordinò di mettere via i massi lanciati dal nemico, poi insieme alle sue dame hanno sfilato con gli abiti migliori pulendo i bastioni con i loro fazzoletti di pizzo pregiato, lasciando stupefatto l'esercito inglese. Il conte William Montacute reagì utilizzando contro i cancelli del castello la Torre d'assedio e un grande ariete, ma i soldati a difesa del castello reagirono prontamente lanciando i massi precedentemente utilizzati dal conte per il bombardamento. L'ultima strategia utilizzata dal conte per espugnare la fortezza fu la corruzione, ma la guardia una volta intascati i soldi avvisò la contessa Agnes. I soldati inglesi e II conte di Salisbury riuscirono a fuggire. L'assedio continuò fino a quando una freccia di un arciere scozzese trafisse un soldato inglese che si trovava accanto a Salisbury, il conte reagì con le seguenti parole:
La situazione era in stallo così il conte William Montacute decise di mostrare ad Agnes il fratello John Randolph, III conte di Moray fatto prigioniero con un cappio al collo minacciando di ucciderlo. Ma Black Agnes elencò i vantaggi ereditati in caso di morte del fratello aumentando il suo potere e la sua influenza, così Il conte comprese che non sarebbe stata una buona mossa e lasciò andare il fratello.
Il 10 giugno 1338, dopo cinque mesi di tentativi, William Montacute, II conte di Salisbury riconobbe che l'impresa della conquista del castello è fallita. In memoria di questo fatto storico è stata composto un canto:
Came I early, came I late. I found Agnes at the gate.»
Quella rissosa e turbolenta fanciulla scozzese;
Sono arrivato presto, sono arrivato tardi.
Ho trovato Agnes al cancello»
()
L'assedio fallito di Dumbar è costato alla corona inglese circa 6.000 sterline inglesi, questa battaglia insieme ad altre ha segnato il regno di Edoardo III. Mentre Agnes, contessa di Dunbar è ricordata come Black Agnes, si è guadagnata un posto nella storia come eroina degli scozzesi.
Agnes Randolph muore il 20 luglio 1369 a Dunbar e fu sepolta a Mordington Mains, nel Berwickshire.

## Famiglia
Alla morte di suo fratello, John Randolph, 3º conte di Moray, il 17 ottobre 1346, Agnes succedette ai suoi grandi possedimenti, tra cui Annandale e l'Isola di Man. Il 24 maggio 1367, lei e suo marito usarono il titolo aggiuntivo di Moray.
La discendenza di Agnes e Patrick Dunbar non è sopravvissuta. Le loro eredità furono lasciate ai figli nati dal matrimonio tra il fratello minore del conte, John de Dunbar di Derchester e Birkynside, e sua moglie Isobel Randolph, la sorella minore di Agnes.
I tre nipoti erano:
- George, conte di Dunbar e March

- John Dunbar, conte di Moray

- Sir Patrick de Dunbar, di Beil

Nei vecchi documenti e sui sigilli il cognome riportato è Ranulph, mentre nelle trascrizioni moderne è scritto Randolph.